# Песнопой (Пловдивская область)
Песнопой (болг. Песнопой) — село в Болгарии. Находится в Пловдивской области, входит в общину Калояново. Население составляет 554 человека.

## Политическая ситуация
В местном кметстве Песнопой, в состав которого входит Песнопой, должность кмета (старосты) исполняет Видол Танев Лазаров (Граждане за европейское развитие Болгарии (ГЕРБ)) по результатам выборов правления кметства.
Кмет (мэр) общины Калояново — Александр  Крыстев Абрашев (коалиция партий: Граждане за европейское развитие Болгарии (ГЕРБ), Союз демократических сил (СДС), Демократы за сильную Болгарию (ДСБ), Земледельческий народный союз (ЗНС)) по результатам выборов в правление общины.